# Mertensia ovum
La Mertensia ovum, también conocida como medusa peine ártica o nuez de mar, es una medusa peine cídipida o ctenófora descrita por Johan Christian Fabricius en 1780. Se trata de la única especie del género Mertensia, perteneciente al género Mertensia. De manera inusual entre los ctenóforos, quienes frecuentemente optan por aguas más cálidas, se encuentra en el Ártico y los mares polares adyacentes, principalmente en aguas superficiales de hasta 50 metros (54,7 yd).
Las medusas peine, además de ser débilmente bioluminiscentes en tonos azules y verdes, producen un efecto arco iris similar al que se observa en una mancha de petróleo, y que se produce por la interferencia de la luz incidente en las ocho filas de cilios móviles o filas de peines que impulsan al organismo. Las filas de peines se propagan de forma secuencial, equivalente a la acción de una ola. Las hileras de peines cumplen una función parecida a la de las antenas de insectos. La M. ovum constituye la principal fuente de bioluminiscencia del zooplancton gelatinoso del Ártico.
Esta especie, al igual que otros ctenóforos, posee una enorme cavidad corporal y es carnívora, alimentándose de copépodos y pequeños crustáceos, junto con sus dos tentáculos (ver Tentaculata) extremadamente pegajosos y robustos. Las presas son largas y contráctiles, con numerosas tentillas laterales o ramas laterales que llevan coloblastos, cada una de las cuales está estructuralmente similar a un nematocisto, pero en lugar de inyectar una toxina, liberan una sustancia adhesiva que atrapa a la presa. Los tentáculos pueden retraerse en una funda de tentáculo. El cuerpo es generalmente de un tono rosa claro, ovalado en el plano tentacular y considerablemente comprimido en el plano sagital. El cerebro poco convencional se compone de una red de nervios dispuestos en su piel exterior.
Un análisis en el mar de Barents ha constatado la ingestión de presas que van desde pequeños copépodos hasta anfípodos y krill. No obstante, su dieta primordial consiste en especies de copépodos grandes, tales como Calanus finmarchicus, C. glacialis, C. hyperboreus y Metridia longa.
De la misma manera que los caracoles de jardín, Mertensia es hermafrodita y se reproduce sexualmente y, en ocasiones, asexualmente. Los óvulos y los espermatozoides son expulsados al agua, mientras que los óvulos fecundados se presentan como larvas ovoides. Las larvas planctónicas de esta especie tienen una longitud de aproximadamente tres milímetros (0,08-0,12 plg) y una longitud de hasta 10 centímetros (3,9 plg). En el mar Báltico, la población se compone exclusivamente de larvas sexualmente activas.
El género Mertensia se refiere al naturalista alemán Karl Heinrich Mertens, también conocido como Andrei Karlovich Mertens (17 de mayo de 1796 - 18 de septiembre de 1830). Mertens acompañó al naturalista ruso Alexander Philipov Postels a bordo del Senyavin en el año 1826, en un viaje destinado a “reconocer y describir las costas de Kamchatka, la tierra de Chuchkis y los Koriaks, cuyas costas aún no han sido descritas por nadie, y que son desconocidos a excepción del viaje del capitán Bering.”